# 安娜·莉莲·德拉·马科拉·阿佩兰妮兹
安娜·莉莲·德拉·马科拉·阿佩兰尼兹（西班牙語：Ana Lilian de la Macorra Apéllaniz，1957年11月27日—），是墨西哥女演员、制片人和心理師，曾在1970年代参与知名的墨西哥情境喜劇《El Chavo del Ocho》、《El Chapulín Colorado》的节目制作，直到1978年在《El Chavo del Ocho》获得永久性角色帕蒂。
安娜·莉蓮是該節目的助理製作人，她從沒想過要擔任女演員，然而由於她的魅力、美麗以及小巧的女孩臉，導演切斯皮里托先選擇讓她參加三集的演出，結果演出獲得成功，她的出場時間於1978年至1979年之間總共擴展至25集。
安娜·莉莲（安丽莲）在大学学习期间失业之后开始在Televisa担任制作助理，后来成为El Chavo del Ocho和El Chapulín Colorado节目的编辑。
演出結束後人們對她的下落所知甚少，直到2012年12月一個秘魯的電視節目在墨西哥城發現她為止。她目前已婚，育有兩個孩子，並於墨西哥城擔任心理師。她還為不同的雜誌和報紙撰寫關於心理問題的文章。

## 在Televisa的早期工作
安娜·莉莉安（Ana Lilian）于1957年11月27日出生于东风墨西哥城。 她从小就喜欢动物，书籍和音乐。其不仅好奇心强，而且开始与人打交道。
安娜·莉莲（Ana Lilian）在大学学习期间失业后开始在Televisa担任制作助理，后来成为El Chavo del Ocho和El Chapulín Colorado节目的编辑。1978年，Chespirito用三个额外的角色写了三章，分别是格洛丽亚姨妈和她的侄女Paty。许多女演员来了，安娜·莉莲（Ana Lilian）负责演员的表演。但是由于她们俩都没有一个看起来像女孩的身材，因此，除了她与扮演格洛丽亚姨妈的女演员里贾纳·托内的相似外，切斯皮里图斯给了她扮演帕蒂的角色，因为她有着美丽和少女般的脸龐。
因此，安娜·莉莉安（Ana Lilian）成为第三个帕蒂（Paty），并于1978年出现在El Chavo del Ocho“ 新邻居”的三章中。由于她的成功，她的出演在1978年至1979年间共跨越了25集，这是让她最容易被粉丝记住的Paty。这些出场主要是在学校，尽管他也在附近和多娜·弗洛林达的客栈见过。
此外，他还参加了El Chavo del Ocho的两首歌：1979年“ 情人节第1部分”和“ 克里斯·克里”一章中的“ 那那个”和“ 克里斯·克里”这首歌。也是从1979年开始的“儿童节”。

## 以后的生活
演出结束后直到2012年12月，秘鲁电视节目在墨西哥城发现她的下落，她的下落鲜为人知。 她目前与伴侣生活在一起，育有两个孩子，并在墨西哥城担任心理学家。 他还为各种杂志和报纸撰写有关心理问题的文章。